# Echinacea paradoxa
Echinacea paradoxa (nombre común en inglés: bush's purple coneflower, yellow coneflower) es una especie de planta perenne en el género Echinacea. Echinacea paradoxa es nativa de Misuri, Arkansas, Oklahoma, y Texas, y está clasificada como especie amenazada en Arkansas. Planta muy apreciada para su cultivo como planta ornamental en jardinería.

## Galería

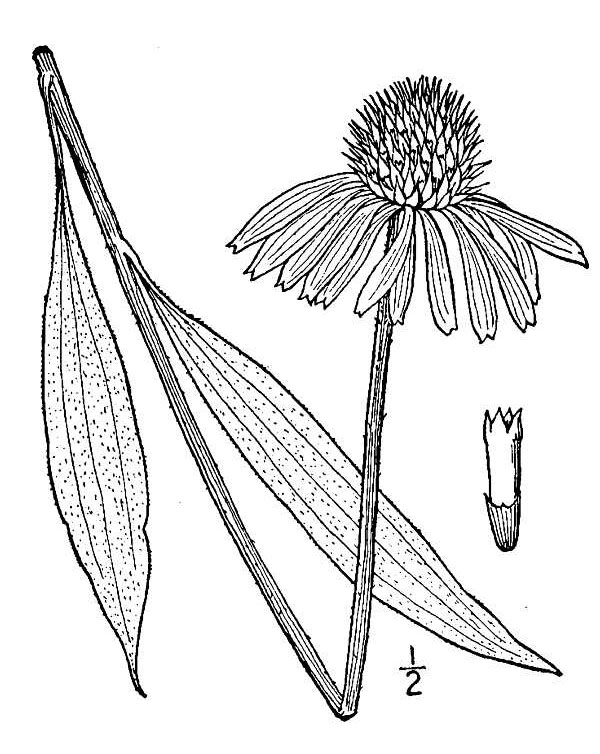
Ilustración
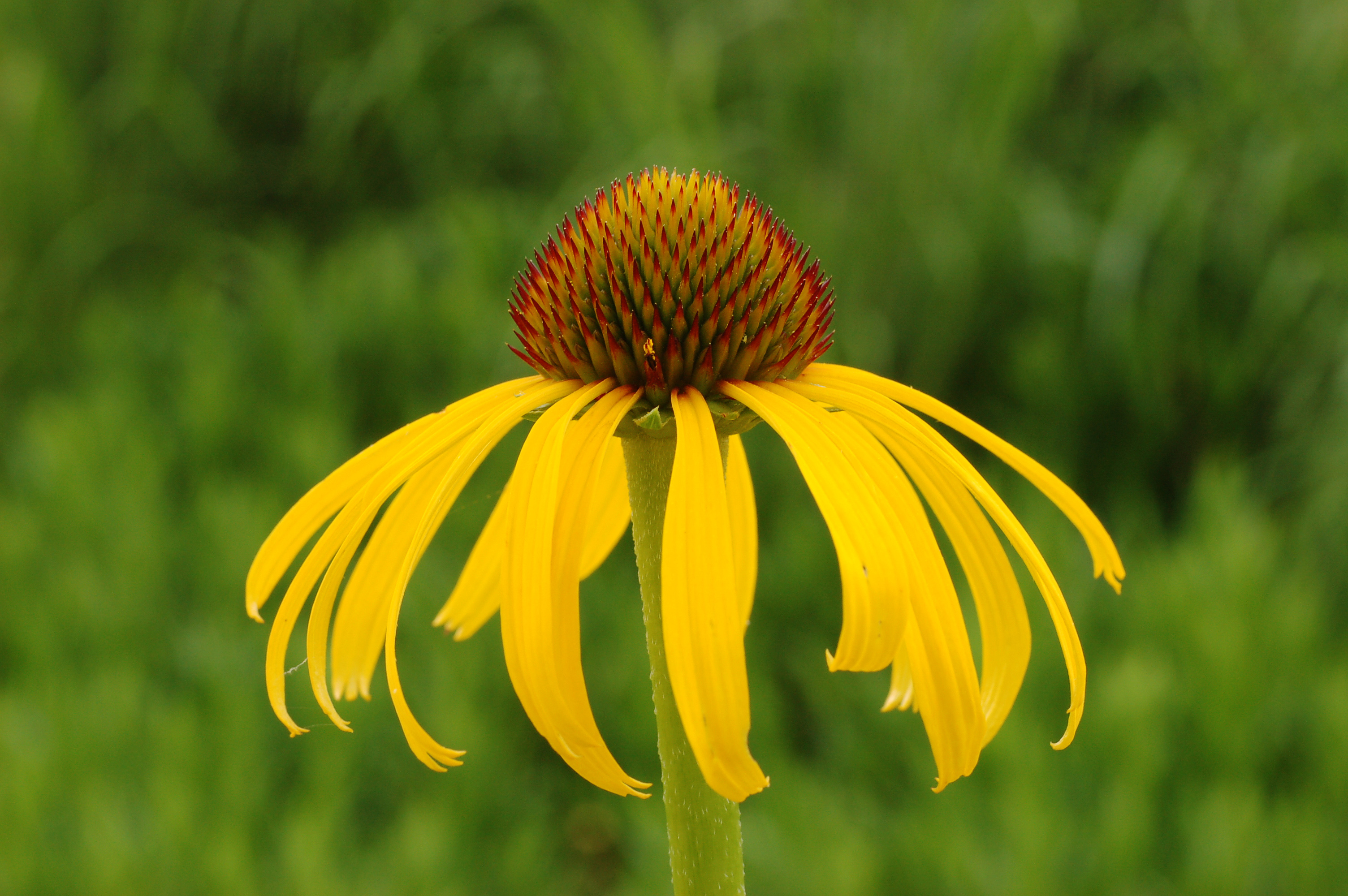
Flor
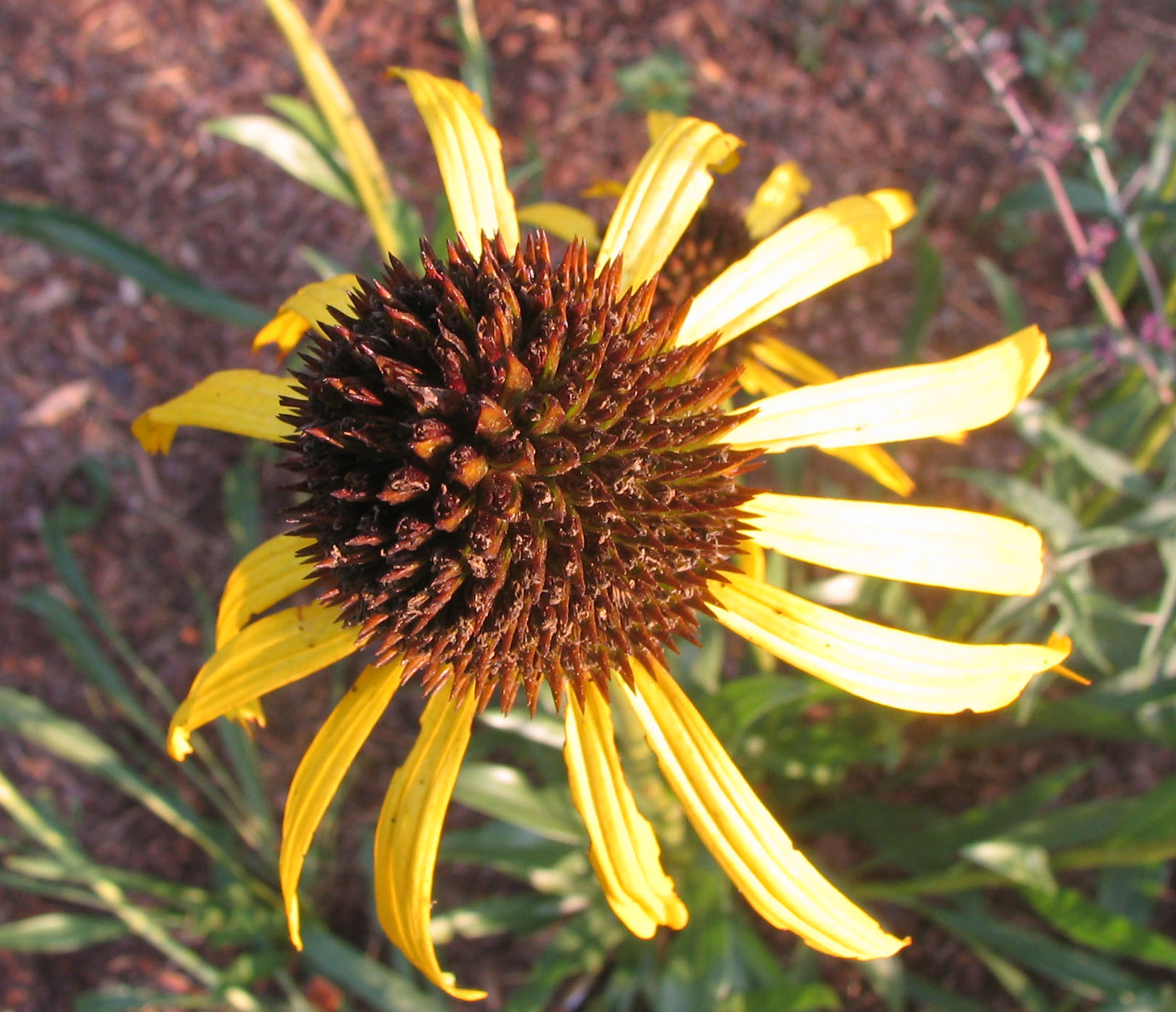
Flor desde arriba
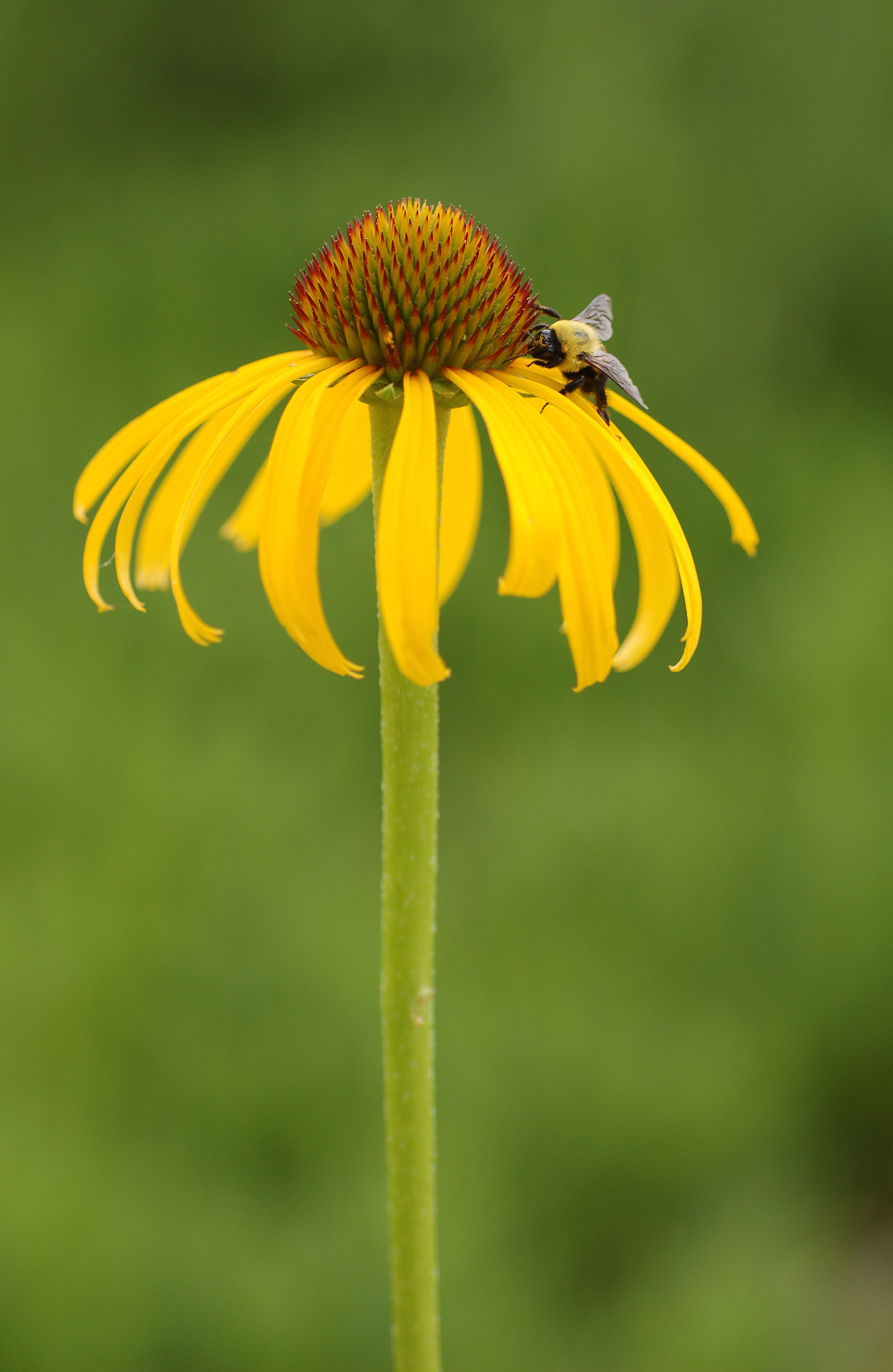
Flor y una abeja
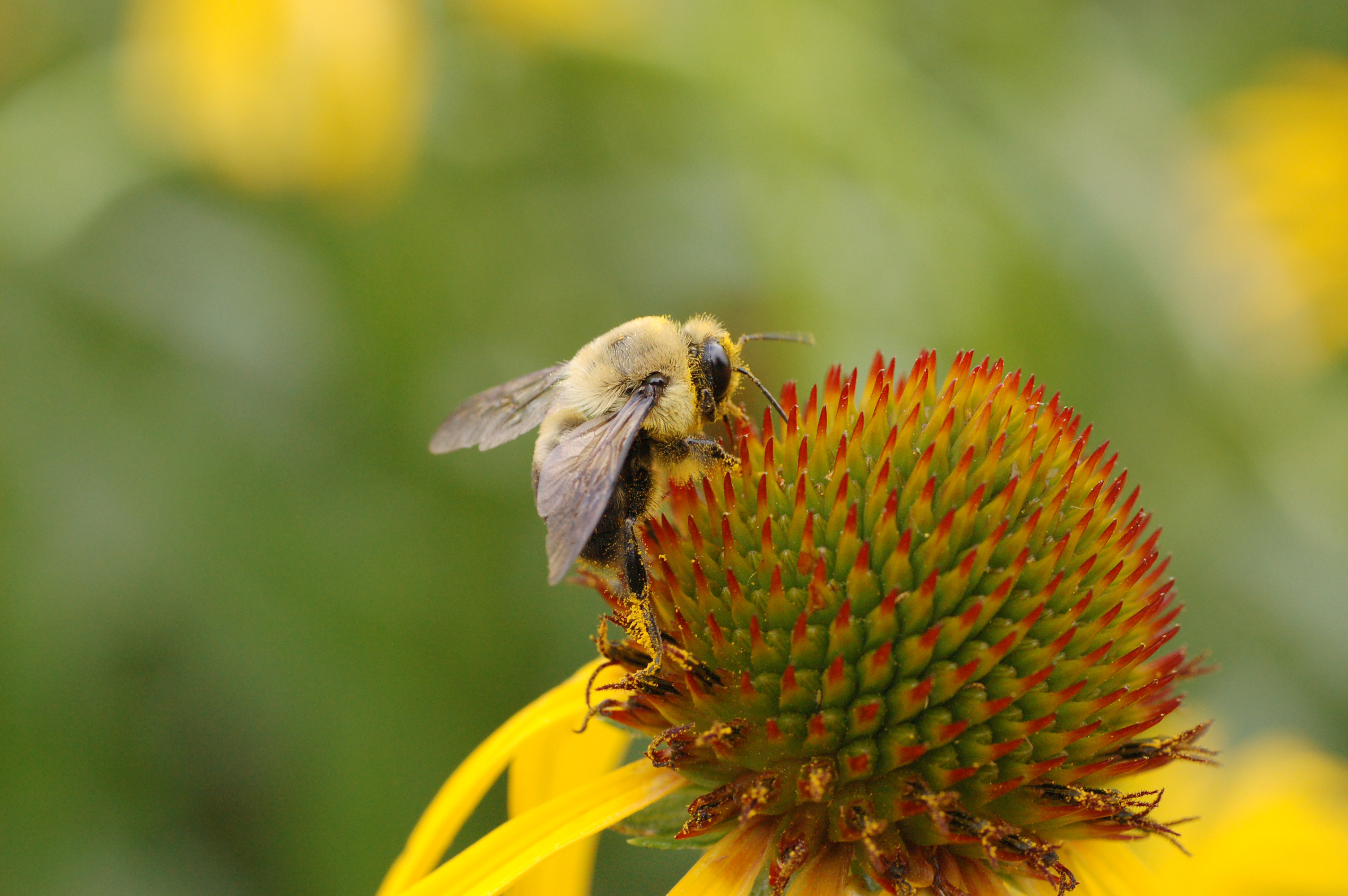
Enfoque de flor con una abeja